# Hugo Zieger

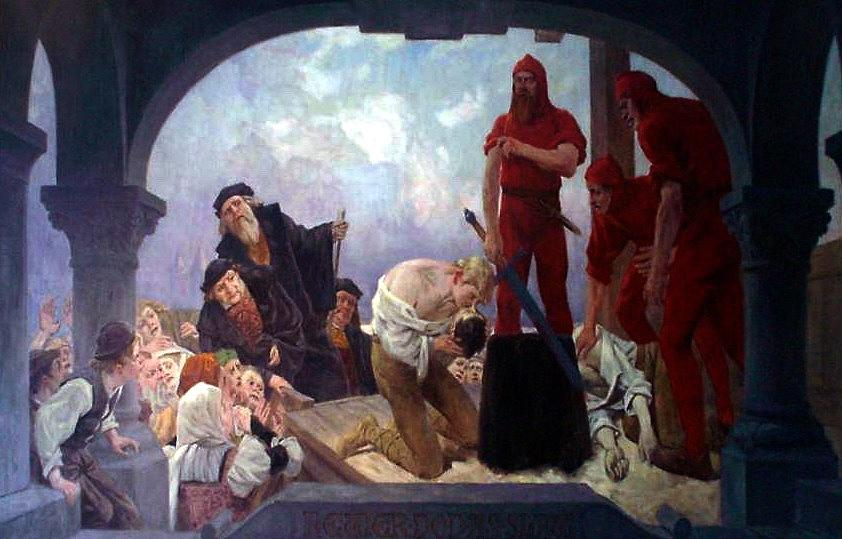
Der Bruderkuß - Hugo Zieger - 1893

Hugo Zieger (Koblenz, 5 juli 1864 - Oldenburg, 27 maart 1932) was een Duitse kunstschilder. Zijn bekendste werk is het fresco Der Bruderkuss (De Broederkus), een voorstelling van de terechtstelling van de Friese volkshelden Dude en Gerolt Lubben.
Zieger begon als kind reeds te schilderen en te tekenen. Op de Kunstacademie Düsseldorf werd Zieger beïnvloed door Johann Peter Theodor Janssen, een schilder die veel historische gebeurtenissen op het witte doek vastlegde. In 1893 nam Zieger deel aan een wedstrijd ter bevordering van het schilderen van grootformaat-fresco's. De dichter Hermann Allmers stelde Zieger voor een fresco in de hal van het huis van de familie Lübben te Schmalenfletherwurp te maken. Zo ontstond Der Bruderkuß als de bijdrage van Zieger.
Der Bruderkuss beeldt de terechtstelling van de Friese volkshelden Dude en Gerolt Lubben door de Raad van Bremen uit. Onder hun leiding waren de Friezen van Butjadingen in opstand gekomen tegen de stad. Nadat de beide broers gevangen werden genomen, werden ze publiekelijk terechtgesteld in Bremen. Volgens het verhaal wordt Dude het eerst onthoofd, waarna zijn jongere broer Gerolt het afgeslagen hoofd opneemt en kust. Het fresco is tegenwoordig door de familie Lübben in bruikleen gegeven aan het Museum Nordenham.
In 1912 accepteerde Hugo Zieger een aanstelling als tekenleraar in Oldenburg, waar hij tot zijn dood verbleef. In die tijd maakte hij in de omgeving van Oldenburg landschapsschilderijen in een enigszins door de collega's uit o.a. de kunstenaarskolonie Worpswede  en door het impressionisme beïnvloede stijl. Het expressionisme wees hij af.

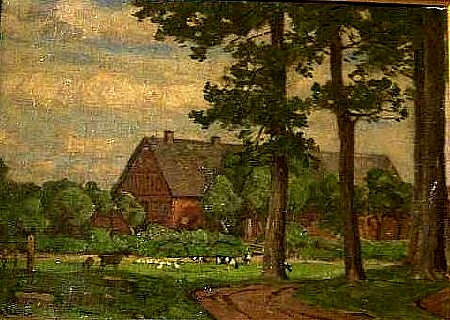
Hugo Zieger-Huize Huntlosen 1914
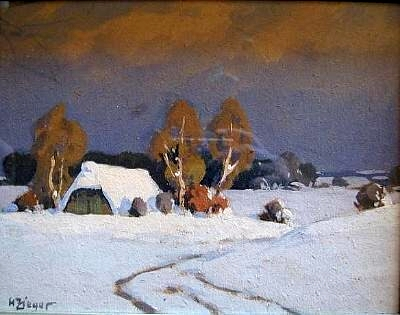
Hugo Zieger-Winterlandschap bij Dötlingen

- Gemeinsame Normdatei: 133164152
- International Standard Name Identifier: 0000 0000 2909 1680
- RKD-Nederlands Instituut voor Kunstgeschiedenis: 234404
- Union List of Artist Names: 500577931
- Virtual International Authority File: 47944089
- WorldCat: E39PBJk4CCYxG8qHvFjqk6VXBP